# Seeschlacht in der Straße von Kertsch (1774)
Aspindza – Nauplia – Orlow-Revolte – Çeşme – Larga – Cahul – Beirut – Patras – Kosludscha – Kertsch
Die Seeschlacht in der Straße von Kertsch ereignete sich am 20. Juni und 9. Juli 1774, in der heutigen Ukraine und war Teil des Russisch-Türkischen Krieges (1768–1774). In der Schlacht traf eine osmanische Flotte auf eine russische unter Konteradmiral Tschitschagow und Vizeadmiral Senjawin. Dabei versuchte die osmanische Flotte die russische zu zerstören, um eine Landung von osmanischen Landtruppen auf der Krim zu gewährleisten. Die Schlacht fand kurz nach der bedeutsameren Schlacht bei Coslugea statt.

## Vorgeschichte
Nachdem die Osmanen zu Beginn des Krieges an der Balkanfront, wie in der Schlacht an der Larga, erhebliche Rückschläge erlitten und nun in der Defensive waren, war es 1771 russischen Truppen auch noch gelungen in der Schlacht von Kaffa eine Armee des Krim Khanates, eines osmanischen Verbündeten, zu vernichten und die Krim zu besetzen. Mehrmals versuchten die Osmanen die Krim zurückzuerobern, scheiterten aber. Sie konnten keine Landung von Landtruppen gewährleisten, da ihre Flotte durch die Seeschlacht bei Çeşme und die Schlacht von Patras (1772) erheblich geschwächt war. 1774 versuchten die Osmanen schließlich ein letztes Mal, ein entscheidendes Gefecht mit der russischen Schwarzmeerflotte zu erzwingen.

## Verlauf
Am 20. Juni 1774 wurde Tschitschagow, der 6 Schiffe kommandierte schließlich von einem osmanischen Geschwader, bestehend aus mindestens 15 kleineren Schiffen, überrascht, welche versuchten, ihm den Rückzug abzuschneiden und ein Gefecht zu erzwingen, Tschitschagow gelang es trotzdem sich am Abend in die Straße von Kertsch zurückzuziehen. In der Nacht erhielt er Verstärkung von 6 weiteren Schiffen unter Senjawin. Die Türken zögerten lange anzugreifen, da sie durch die Nachricht von der Niederlage bei Cosluega schwer demoralisiert waren. Da die Osmanen aber unbedingt einen Erfolg erzielen mussten, um das Kriegsende zu vermeiden, griffen sie schließlich am 9. Juli an. Doch bereits nach wenigen Stunden zogen sich die demoralisierten Osmanen, entgegen ihrer Befehle zurück, als sich herausstellte das die russischen, besser ausgerüsteten, Schiffe eine höhere Reichweite besaßen. Die Verluste wurden nicht dokumentiert und waren deswegen auf beiden Seiten wohl nur minimal.

## Folgen
Zusammen mit der Niederlage bei Cosluega läutete dieses letzte größere Gefecht das Ende des Krieges und damit die Unterzeichnung des Friedens von Küçük Kaynarca ein. Im Hinblick auf die russische Marine war besonders wichtig, dass Russland zwei wichtige Häfen am Schwarzen Meer erhielt und russische Kriegsschiffe von nun an uneingeschränkt im Schwarzen Meer operieren durften.